# Hardball (Marvel Comics)
Hardball, alter ego di Roger Brokeridge, è un personaggio immaginario dei fumetti creato da Dan Slott e dal disegnatore Stefano Caselli, pubblicato dalla Marvel Comics. Ha esordito nella testata Avengers: The Initiative n. 1 nell'aprile 2007.

## Biografia del personaggio
Roger cresce in un sobborgo di Los Angeles, in una famiglia medioborghese. Quando Roger è già adolescente, il fratello Paul rimane paralizzato in un incontro di wrestling, sport di cui era campione grazie ai superpoteri che gli furono donati da Power Broker. Roger, per aiutare il fratello, vorrebbe ucciderlo con un colpo di pistola che, però, non riesce a sparare per affetto fraterno. Decide allora di affrontare a viso aperto Power Broker con il solo ausilio della sua pistola. Il nemico di Roger ci mette poco a distruggergli la pistola e a proporgli un patto: darà un superpotere a Roger, che però dovrà dare il 70% delle sue ruberie a lui. Power Broker pensa che Roger sia un ottimo candidato grazie alla sua disperazione, che lo rende capace di tutto.
Quando, acquisite le cariche di energia che gli scaturiscono dalle mani, assale un furgone blindato e casualmente salva una bambina che stava per venire travolta da esso, viene fermato da Wonder Man, che si complimenta con lui e lo raccomanda all'Iniziativa. Il suo contratto viene ceduto da Power Broker all'HYDRA, che in futuro proverà a sfruttarlo.

## Poteri ed abilità
Il personaggio è in grado di creare sfere di energia "solida" che può usare come scudo difensivo; inoltre in combattimento può avvolgere le sfere di energia intorno a pugni, aumentandone l'impatto e proteggendo le mani da eventuali danni.